# Myiopharus modesta
Myiopharus modesta là một loài ruồi trong họ Tachinidae.